# Mars 1960A
Unter der Bezeichnung Mars 1960A, Mars 1M No.1 oder Marsnik 1 wird eine gescheiterte sowjetische Marssonde geführt, die am 10. Oktober 1960 gestartet wurde. Es war der erste Versuch der Sowjetunion, eine Planetensonde zu starten. Die dritte Stufe der Trägerrakete erreichte nicht genug Schub, so dass die Sonde keine Erdumlaufbahn, sondern nur eine Höhe von 120 km erreichte und dann wieder in die Erdatmosphäre eintrat. Die Sonde gehörte zur ersten Generation sowjetischer Raumsonden und war damit fast identisch mit der Venussonde Venera 1, die am 12. Februar 1961 startete. Sie bestand aus einem zylindrischen Körper mit einer Höhe von ca. 2 Metern, zwei Solarpaneelen, einer Parabolantenne mit einem Durchmesser von 2,33 Metern und einem langen Antennenarm. Sie hatte eine Masse von etwa 650 kg. Die wissenschaftliche Nutzlast, darunter ein Zähler für kosmische Strahlen, eine Plasma-Ionen-Falle, ein Radiometer und ein Mikrometeoriten-Detektor wog 10 kg. Die Raumsonde sollte den interplanetaren Raum zwischen Erde und Mars untersuchen und beim Vorbeiflug am Mars im Mai 1961 Fotos der Oberfläche aufnehmen. Auch die Schwestersonde Mars 1960B scheiterte schon beim Start 4 Tage später.